# Porte romane di Aosta
Le porte romane di Aosta sono i resti delle porte di accesso al castrum romano di Augusta Prætoria Salassorum, e si trovano all'estremità delle vie principali dette Decumanus Maximus e Cardus Maximus:  sono la Porta Praetoria (la porta principale ), la Porta Principalis Dextera, la Porta Principalis Sinistra e la Porta Decumana, che permettevano di entrare e uscire dalla città dai quattro punti cardinali.

## Porta Decumana
Questa porta delimitava a ovest la via chiamata Decumanus Maximus che si protraeva fuori dalla città fino al colle del Piccolo San Bernardo: le rovine oggi sono situate nel lato nord di via Édouard Aubert. La porta durò fino al 1812, anno in cui venne demolita. Ora, sopra i resti della porta, sorge la Biblioteca regionale di Aosta e le rovine sono tuttora visitabili al suo interno, contaminate in altre epoche storiche: si leggono le tracce dell'Ospizio di carità e della residenza di Jean-Boniface Festaz.

## Porta Principalis Sinistra
Questa porta è situata all'estremità della via che portava al Gran San Bernardo. Fino al 1843 erano ancora visibili i resti della porta ancora in piedi. I resti delle fondamenta sono tuttora visitabili nei sotterranei del Museo archeologico regionale della Valle d'Aosta con un tratto delle mura romane cittadine.

## Porta Principalis Dextera
Questa porta sorge nella parte meridionale delle mura e permetteva di accedere alla campagna e alle altre città. Nel 1894 venne ritrovata, nei pressi della porta, la base in arenaria di una statua di Augusto eretta dalla popolazione dei Salassi nel 23 a.C. con un'iscrizione: "Salassi incolae qui inizio se Colonna Contulerunt".